# (10185) Gaudi
(10185) Gaudi és un asteroide descobert el 18 d'abril de 1996 pel belga Eric Walter Elst a l'Observatori Europeu Austral, al desert d'Atacama, a Xile. La designació provisional que va rebre era 1996 HD21. Fou batejat en homenatge a l'arquitecte català, Antoni Gaudí i Cornet (1852-1926), fill de Reus.